# Paul Arsenault
Paul Arsenault 
(né le 19 septembre 1936 à Bonaventure (ville)) est un prêtre catholique, écrivain et auteur-compositeur-interprète québécois de chansons d'inspiration religieuse.

## Biographie

### Jeunesse
Paul Arsenault est né le 19 septembre 1936 à Bonaventure sous les prénoms de Paul-Égide. Fils de Léopold Arsenault et de Catherine Arsenault, il est le cadet d'une fratrie de six enfants dont deux sont décédés en très bas âge. Il deviendra membre de la congrégation des Oblats de Marie Immaculée et sera ordonné prêtre.

### Sanctuaire Notre-Dame-du-Cap
En 1969, il est recruté par le père André Dumont, o.m.i, alors réalisateur au Studio RM (Radio-Marie), la radio du Sanctuaire Notre-Dame-du-Cap à Trois-Rivières. En 1970, le père Arsenault est aussi réalisateur au Studio RM. Les pères Dumont et Arseneault seront surnommés les « petits pères à go-go » parce qu’ils révolutionnent le chant religieux aux lendemains du concile Vatican II. À 30 et 33 ans, ils introduisent les messes rythmées au Sanctuaire, dites « messes fraternelles ». Pendant plus de 50 ans, ils ont composé des centaines de chants qui sont aujourd’hui chantés dans toute la francophonie mondiale.

## Discographie
- 1983 : Quand vient le temps

1. Venez à moi
2. À toi Marie
3. Seigneur tu sais bien
4. Seigneur d'âge en âge
5. Quand vient le temps
6. Voici ta mère
7. Mon coeur est à la joie
8. Salut Marie
9. Tu es mon chant d'amour
10. Chante la vie

- 1984 : Pour ta venue (Auteurs : André́ Dumont, Paul Arsenault, Robert Lebel)

1. Ouverture
2. À cause d'une croix
3. Je suis le Vivant
4. Voici que je me tiens à la porte
5. Mon cœur exulte
6. Je me tiendrai près de toi
7. Pour ta venue
8. Venez à moi vous qui peinez
9. Béni soit le Seigneur d'Israël
10. Voici le temps du Salut
11. Je te confie, Marie

- 1994 : Pèlerins du monde

1. Louez le Seigneur
2. Dis-nous où tu demeures
3. Je crie vers toi
4. Au Seigneur de la joie
5. Ave Maria à Notre-Dame du Cap
6. Voici la Pâque
7. Pèlerins du monde
8. Relève-toi
9. Je te salue Marie
10. Dans ta main
11. Au chemin du désert
12. Tu te souviendras
13. À toi Marie

- 1999 : J'irai la voir un jour : chants, poèmes et prières

1. Chantez avec la voix
2. Hymne au Dieu créateur
3. Rappelle-toi Marie
4. Elle s'appelait Marie-Claire
5. Mon cœur exulte
6. Qu'il t'en souvienne
7. Confiance
8. Voici le temps du salut
9. Je suis le Vivant
10. Marie-du-temps-qui-passe
11. Entends ma prière
12. Notre-Dame de grande foi
13. J'irai la voir un jour
14. Pour la vie
15. Maître des moissons
16. Le jeune homme riche
17. Mère du Christ
18. Je te montrerai la fiancée
19. J'avais demandé
20. Toi mon bonheur
21. Viens en nous Esprit du Seigneur
22. Mère de la paix
23. Prie pour moi Vierge Marie

- 2002 : Infini

1. Comment te rendrai-je
2. Je t'aimerai pour l'éternité
3. Si je n'ai pas en moi l'amour
4. J'irai vers mon père
5. Les bontés du Seigneur
6. Infini
7. Je sais en qui j'ai mis ma foi
8. Qui nous fera voir le bonheur ?
9. Heureux
10. Lève-toi ma bien-aimée
11. Dieu de tendresse
12. Mon cœur te chante

- 2004 : Viens, le jour se lève, Chants en l'honneur de Marie

1. Garde-moi un cœur d'enfant
2. L'ombre s'étend sur la terre
3. Rappelle-toi, Marie
4. Jésus et sa Mère
5. Salut Marie
6. Ave Maria à Notre-Dame du Cap
7. Qu'il t'en souvienne
8. Mon cœur exulte
9. Mère du Christ
10. Une femme autrefois
11. J'irai la voir un jour
12. À toi Marie
13. Femme de Galilée
14. Voici ta Mère
15. Tu es toute belle
16. Mon cœur te chante
17. Entends ma prière

- 2004 : My heart is singing = Mon coeur te chante (Auteurs : Catherine Joanne, Paul Arsenault)

1. Salut Marie = Hail Holy Mary
2. The word was made flesh
3. Ave Maria
4. Hail Mary gentle woman
5. Réjouis-toi Marie = Sing and rejoice with us
6. O Vierge de l'écoute = O Virgin always listening
7. Tu es toute belle = You are full of beauty
8. Amazing grace = Je crie vers toi
9. Mon coeur exulte = My heart rejoices
10. Mon coeur te chante = My heart is singing
11. Voici ta Mère = Behold your Mother
12. We shall overcome = Nous crierons victoire
13. Magnificat
14. Quand j'aurai
15. J'irai la voir un jour = I'll see her face one day

- 2010 : Émergence, Compilation 2010

1. Je t'aimerai pour l'éternité
2. Je suis le Vivant
3. Rappelle-toi Marie
4. Seigneur, tu sais bien
5. Les bontés du Seigneur
6. Mon coeur exulte
7. Qui nous fera voir le bonheur?
8. Tu es mon chant d'amour
9. À toi Marie
10. Seigneur d'âge en âge
11. Je sais en qui j'ai mis ma foi
12. Salut Marie
13. Infini
14. Chante la vie
15. Dieu de tendresse
16. Voici le temps du salut
17. Entends ma prière
18. Venez à moi
19. Heureux

- 2017 : Il suffit d’un enfant, Album de Noël (Auteurs : André Dumont, Paul Arsenault)

1. À compléter

## Publications
- Le coup de foudre : gros-plan sur l'amour; co-auteur : Marcel Gilbert; Cap-de-la-Madeleine (Québec) : Studio RM, 1970, 32 pages, Collection : Gros-plan, no 6; Cahier pédagogique pour les étudiants du niveau secondaire, accompagné de 80 diapositives et une bande sonore.
- La nuit des croyants : gros-plan sur le silence de Dieu , co-auteur : Marcel Gilbert; Cap-de-la-Madeleine (Québec) : Studio RM, 1970, 33 pages, Collection : Gros-plan, no 23; Cahier pédagogique pour les étudiants du niveau secondaire, accompagné de 80 diapositives et une bande sonore.
- Le baptême d'un enfant : naissance et vie nouvelle; co-auteur : Richard Avery; Cap-de-la-Madeleine (Québec) : Studio RM, 1970, 34 pages, Collection : Vie nouvelle, no 3; Cahier pédagogique accompagné de 80 diapositives et une bande sonore; Traduit en anglais sous le titre The baptism of a child : birth and new life.
- The baptism of a child : birth and new life; co-auteurs : Richard Avery, Charles Callanan; Cap-de-la-Madeleine (Québec) : Studio RM, 1970, 34 pages, Collection: New life, no 2; Discussion leader's handbook. Adaptation de Le baptême d'un enfant, naissance et vie nouvelle.
- Le printemps des pauvres : gros-plan sur la mort qui vit; co-auteur : Richard Avery; Cap-de-la-Madeleine (Québec) : Studio RM, 1971, 33 pages; Cahier pédagogique pour les étudiants du niveau secondaire, accompagné de 80 diapositives et une bande sonore.
- Le Dieu des vivants : gros-plan sur la pratique religieuse; co-auteurs : Jacques Gagnon, Yvon Poirier; Cap-de-la-Madeleine (Québec) : Éditions RM, 1972, 34 pages, Collection : Gros-plan, no 27; Guide pédagogique accompagné de 80 diapositives et d'une bande sonore.
- À marée montante : gros-plan sur le socialisme; co-auteurs : Jacques Gagnon, Groupe d'animation pastorale; Cap-de-la-Madeleine (Québec) : Editions RM, 1973, 15 pages, Collection : Gros-plan, no; 15; Accompagné de 80 diapositives et d'une bande sonore de 14 minutes.
- Une mission sur place : hier et aujourd'hui, le Sanctuaire Notre-Dame du Cap; co-auteur : André Dumont; Cap-de-la-Madeleine (Québec) : Sanctuaire Notre-Dame du Cap, 1979, 64 pages; Publié en anglais sous le titre A mission on the spot : Notre-Dame-du-Cap Shrine, Yesterday and today.
- A mission on the spot : Notre-Dame-du-Cap Shrine, Yesterday and today; co-auteur : André Dumont, traduction : Marcel Chénier; Cap-de-la-Madeleine (Québec) : Sanctuaire Notre-Dame du Cap, 1979, 64 pages; Traduction de Une mission sur place : hier et aujourd'hui le sanctuaire Notre-Dame du Cap.
- Une morale d'Évangile, Québec (Province) : s.n., 198-, 34 pages, Collection Foi et vie, no 2; Réunit des articles parus dans la revue Notre-Dame du Cap.
- D'une messe à l'autre, moi près de lui et lui près de moi, 198-
- Recueil de chants; co-auteur : Yoland Ouellet; Cap-de-la-Madeleine (Québec) : Éditions RM, première édition en 1986, 200 pages; Cap-de-la-Madeleine (Québec) : Éditions Notre-Dame-du-Cap, 2e édition en 1991, 180 pages, 3e édition en 2001, 200 pages.
- L'Histoire de Notre-Dame du Cap, Cap-de-la-Madeleine (Québec) : Éditions Notre-Dame du Cap, 1988, 128 pages; Publié en anglais sous le titre The History of Notre-Dame du Cap; Aussi : Enregistrement numérique sur CD, Montréal : La Magnétothèque, 2014, 1h56.
- The History of Notre-Dame du Cap; Traduction : Geoffrey Vitale; Cap-de-la-Madeleine : Éditions Notre-Dame du Cap, 1988, 128 pages; Traduction de L'Histoire de Notre-Dame du Cap.
- Recueil de chants : Avent et Noël; co-auteur : Yoland Ouellet; Cap-de-la-Madeleine (Québec) : Notre-Dame-du-Cap, 1992, 82 pages.
- En marchant vers Dieu, Sillery, Anne Sigier, 2002, 266 pages (ISBN 2-89129-413-0 et 9782891294133)
- Comme un feu dévorant, Cap-de-la-Madeleine (Québec), Éditions Notre-Dame du Cap, 2006, 196 p. (ISBN 2-921012-17-0)
- Il était une foi, la morale, Montréal (Québec), Médiaspaul, 2008, 237 p. (ISBN 978-2-89420-755-0)
- Chemins d'évangile, un rendez-vous à l'intérieur
- Elle méditait dans son cœur : ainsi priait Marie, Trois-Rivières (Québec), Éditions RM, 2014, 201 p. (ISBN 9782921012218)
- Un témoin raconte… : regard libre sur les chemins parcourus, Trois-Rivières (Québec), Éditions Igraf, 2024, 154 p. (ISBN 9782925419013)

## Sources bibliographiques
- Roland Paillé, « Le cheminement musical de Paul Arsenault et de Gilles Rioux : De Pink Floyd à la musique religieuse », Le Nouvelliste (Trois-Rivières),‎ 6 août 1994, p. 4.
- Brigitte Trahan, « Festival de l'Assomption : Des stars internationales... du chant religieux », Le Nouvelliste (Trois-Rivières),‎ 11 août 2016, p. 18.